# Крістіан Чукву
Крістіан Чукву Окоро (англ. Christian Chukwu Okoro; 4 січня 1951 — 12 квітня 2025) — нігерійський футболіст, що грав на позиції захисника. Відомий за виступами в клубі «Енугу Рейнджерс», а також у складі національної збірної Нігерії, у складі якої став володарем Кубка африканських націй 1980 року. Після завершення виступів на футбольних полях — нігерійський футбольний тренер, тренував низку нігерійських клубів, а також збірні Нігерії і Кенії.

## Кар'єра футболіста
Крістіан Чукву на клубному рівні з 1972 до 1981 року грав у складі клубу «Енугу Рейнджерс», кілька разів ставав у складі команди чемпіоном країни та володарем Кубка Нігерії.
З 1974 до 1981 року Крістіан Чукву грав у складі національної збірної Нігерії. У складі збірної Чукву брав участь у 3 розіграшах Кубка африканських націй. У 1976 і 1978 роках футболіст ставав бронзовим призером континентальної першості, а в 1980 році він став переможцем Кубку африканських націй, який проходив у Нігерії в Лагосі та Ібадані.

## Кар'єра тренера
У 1998 році Крістіан Чукву розпочав тренерську кар'єру, очоливши збірну Кенії. У 2002—2005 роках колишній футболіст очолював національну збірну Нігерії, яка зайняла 3-тє місце на Кубку африканських націй 2004 року. У 2008—2009 роках Чукву очолював свій колишній клуб «Енугу Рейнджерс». У 2010—2011 роках він був головним тренером клубу «Гартленд», а в 2011—2012 роках працював асистентом головного тренера клубу. З 2017 року Крістіан Чукву є президентом клубу «Енугу Рейнджерс».

## Титули і досягнення

### Як гравця
- Срібний призер Всеафриканських ігор: 1978
- Володар Кубка африканських націй: 1980
- Бронзовий призер Кубка африканських націй: 1976, 1978

### Як тренера
- Бронзовий призер Кубка африканських націй: 2004